# Paul Oliver
Paul Oliver (* 25. Mai 1927 in Nottingham; † 15. August 2017 in Shipton-under-Wychwood) war ein britischer Architekturhistoriker und Blues-Forscher. Zuletzt wirkte er am Oxford Institute for Sustainable Development.

## Leben
Oliver war ein Kunsthistoriker, der seine Studien an der University of London 1955 absolvierte. Er war dann bei der National Gallery beschäftigt, bevor er zur Architectural Association wechselte. Seit den frühen 1960er Jahren beschäftigte er sich innerhalb der Architekturgeschichte mit Traditioneller Architektur. Dann lehrte er am Dartington College of Arts und seit 1978 an der School of Architecture der Oxford Polytechnic.
Im Bereich der Architektur ist er vor allem mit seiner Argumentation hervorgetreten, dass in Zukunft die Vernacular architecture (im Deutschen mit „traditioneller Architektur“ nur unzulänglich übersetzt) eine größere Rolle spielen sollte, um sowohl aus kulturellen als auch aus ökonomischen Gründen die Nachhaltigkeit des Bauens zu gewährleisten.
Er hat 1997 die dreibändige, 2500 Seiten umfassend Encyclopedia of Vernacular Architecture of the World herausgebracht, die Beiträge von Forschern aus 80 Ländern enthält. Zuletzt arbeitete er an einem World Atlas of Vernacular Architecture.
Sehr einflussreich sind darüber hinaus seine Forschungen über den Blues, waren es doch vor allem seine Publikationen über US-amerikanische traditionelle Musik, die weltweit das Interesse an diesem Musikstil weckten und über Jahrzehnte aufrechterhielten (vergleichbar in ihrer Wirkung sind daneben wohl nur die Werke von Samuel Charters). Conversation with the Blues wurde 1991 in die Blues Hall of Fame (Classics of Blues Literature) aufgenommen, ebenso wie Blues fell this morning : the meaning of the blues im Jahr 1988 und The Story of the Blues 1987. 

## Preise und Auszeichnungen
Für seine Encyclopedia of Vernaculuare Architecture wurde Oliver 1997 der Sir Bannister Fletcher Award for Art and Architecture verliehen. Als Wissenschaftler wurde er 1999 Ehrenmitglied des Royal Institute of Architects; 2002 wurde ihm der Life Time Achievement Award der International Association for the Study of Traditional Environments verliehen. Für seine Arbeit in der Architektenausbildung wurde er 2003 mit dem Verdienstorden Order of the British Empire geehrt. 2007 erhielt er die Ehrendoktorwürde der University of Gloucestershire. Mit dem Lifetime Achievement 2012 des British Blues Awards wurde er als 85-Jähriger geehrt.

## Bibliographie
Zu Architekturthemen:
- Paul Oliver: Shelter and society. London, 1969.
- Paul Oliver: Dunroamin : the suburban semi and its enemies. Barrie & Jenkins, London 1981.
- Paul Oliver: Dwellings : the house across the world. Phaidon, Oxford 1987.
- Paul Oliver: Encyclopedia of Vernacular Architecture of the World. Cambridge University Press, Cambridge 1997.
- Paul Oliver: Built to Meet Needs: Cultural Issues in Vernacular Architecture. Elsevier, 2006.

Zu Musikthemen:
- Paul Oliver: Bessie Smith. Cassell, London 1959.
- Paul Oliver: Blues fell this morning : the meaning of the blues. Cassell, London 1960, ISBN 3-85445-065-6.
- Paul Oliver: Conversation with the blues. Cassell, London 1965, ISBN 3-85445-065-6.
- Paul Oliver: Screening the blues : aspects of the blues tradition. Cassell, London 1968, ISBN 0-304-93137-3.
- Paul Oliver: The story of the blues. Barrie & Jenkins, London 1969, ISBN 3-85445-092-3.
- Paul Oliver: Savannah syncopators : African retentions in the blues. Studio Vista, 1970, ISBN 0-289-79828-0.
- Paul Oliver: Songsters and saints : vocal traditions on race records. Cambridge Univ. Press, Cambridge 1984, ISBN 0-521-24827-2.
- Paul Oliver: Blues off the record : thirty years of blues commentary. Baton Press, Tunbridge Wells 1984, ISBN 0-306-80321-6.
- Paul Oliver: Conversation with the blues. Cambridge Univ. Press, 1997, ISBN 0-521-59181-3.

## Belege
1. ↑  William Grimes: Paul Oliver, Pre-eminent Authority on the Blues, Dies at 90. In: The New York Times. 17. August 2017, abgerufen am 18. August 2017 (englisch).
2. 1 2  
Paul Oliver Vernacular Architecture Library (mit Kurzbiographie) (Memento vom 20. Oktober 2014 im Internet Archive)
3. ↑  Lifetime Achievement 2012 Paul Oliver

| Personendaten    | Personendaten                                       |
| ---------------- | --------------------------------------------------- |
| NAME             | Oliver, Paul                                        |
| KURZBESCHREIBUNG | britischer Architekturhistoriker und Blues-Forscher |
| GEBURTSDATUM     | 25. Mai 1927                                        |
| GEBURTSORT       | Nottingham, England                                 |
| STERBEDATUM      | 15. August 2017                                     |
| STERBEORT        | Shipton-under-Wychwood, England                     |